# Walter Schumann (Komponist)
Walter Schumann (* 8. Oktober 1913 in New York City, New York; † 21. August 1958 in Minneapolis, Minnesota) war ein US-amerikanischer Komponist.

## Leben und Karriere
Walter Schumann studierte zunächst Anfang der 1930er Jahre Rechtswissenschaft an der University of Southern California. Er beendete jedoch sein Studium abrupt und trat stattdessen einer College-Tanzband bei. Nach dem Ende dieser Band blieb Schumann im Musikgeschäft und arbeitete unter anderem mit Eddie Cantor in dessen Radioshow sowie mit Andre Kostelanetz. Im Zweiten Weltkrieg trat er der US-Armee bei und wurde dort zu einem wichtigen Musikdirektor beim Kriegsradio, der mit vielen Stars zusammenarbeitete.
Nach Kriegsende begann er regelmäßig an Hollywood-Filmen als Komponist oder Arrangeur zu arbeiten, etwa bei mehreren Komödien des Komikerduos Abbott und Costello. Seine wahrscheinlich bekannteste Filmkomposition schrieb er 1955 für den Thriller Die Nacht des Jägers (The Night of the Hunter) unter Regie von Charles Laughton. Schumann war auch Komponist für verschiedene Fernsehserien und fertigte für die langlebige Polizeiserie Dragnet zahlreiche Musikstücke an, darunter auch die bekannt gewordene Titelmelodie. Für seine Arbeit an Dragnet gewann er 1955 einen Emmy Award. Schumanns Titelthema für Dragnet wurde ebenfalls als Titelmelodie bei der deutschen Krimi-Fernsehserie Stahlnetz verwendet.
In den Jahren 1953 und 1955 führte Schumann zwei Musikstücke am Broadway auf, darunter auch seine erste und einzige Oper John Brown’s Body. Als bemerkenswert gelten auch die Choralgesänge, die Schumann in Zusammenarbeit mit Leith Stevens unter dem Titel Exploring the Unknown herausbrachte. Er leitete auch ein eigenes Vokalensemble unter dem Namen  The Voices Of Walter Schumann, die zahlreiche Auftritte unternahmen und auch ein Weihnachtsalbum herausbrachten. Nach Herzproblemen unterzog sich Schumann im August 1958 einer Operation am offenen Herzen, damals eine neuartige Prozedur, starb aber dabei im Alter von nur 44 Jahren.